# 2017
2017 (MMXVII) je bilo navadno leto, ki se je po gregorijanskem koledarju začelo na nedeljo. Organizacija združenih narodov je 2017 proglasila za mednarodno leto trajnostnega turizma za razvoj.

## Dogodki

### Januar–junij
- 1. januar – portugalski diplomat António Guterres nadomesti Korejca Bana Ki-moona na položaju generalnega sekretarja OZN.
- 15. januar – senegalska vojska s pooblastilom Zahodnoafriške gospodarske skupnosti vstopi v Gambijo, da bi zagotovila sestop poraženca na predsedniških volitvah Yahye Jammeha z oblasti.
- 21. januar – več milijonov ljudi v Združenih državah Amerike in drugod po svetu se udeleži t. i. pohodov žensk (Womens March) v odziv na inavguracijo predsednika Donalda Trumpa, ki je razburil del javnosti s svojimi predvolilnimi izjavami.
- 28. januar – Slovenska rokometna reprezentanca v tekmi za tretje mesto na svetovnem prvenstvu v rokometu v Franciji premaga Hrvaško in osvoji prvo medaljo za Slovenijo v ekipnih športih na svetovnih prvenstvih.
- 11. februar – Severna Koreja preizkusno izstreli balistično raketo nad japonskim morjem.
- 10. marec – 
  - v operativno rabo stopi kitajski lovec pete generacije Čengdu J-20.
  - Združeni narodi opozorijo, da se svet sooča z največjo humanitarno krizo po II. svetovni vojni; do 20 milijonov ljudi naj bi bilo v tveganju stradanja in revščine v Jemnu, Somaliji, Južnem Sudanu in Nigeriji.
- 29. marec – Združeno kraljestvo uradno sproži postopek izstopa iz Evropske unije, skladno z rezultati referenduma 23. junija 2016.
- 6. april – Kot odziv na napad s kemičnim orožjem na mesto pod upravljanjem upornikov ameriška vojska izstreli 59 Tomahawk raket na letalsko bazo v Siriji. Rusija opiše izstrelitev kot agresijo, ki naj bi bistveno oslabila vezi med ZDA in Rusijo.
- 8. april – baskovska separatistična organizacija ETA preda francoski policiji preostanek svojega orožja.
- 13. april – Združene države Amerike odvržejo GBU-43/B »MOAB«, eno najmočnejših nejedrskih bomb na svetu, na bazo Islamske države v Afganistanu.
- 22. april – na dan Zemlje poteka mednarodni shod za znanost v mestih po vsem svetu.
- 7. maj – v Franciji v drugem krogu predsedniških volitev zmaga Emmanuel Macron.
- 12. maj – množičen kibernapad z izsiljevalskim programom WannaCry prizadene 230.000 računalnikov v vsaj 150 državah, tudi v nekaterih velikih korporacijah.
- 5. junij – 
  - Bahrain, Egipt, Libija, Saudova Arabija, Združeni arabski emirati in Jemen prekinejo diplomatske stike s Katarjem, ki ga obtožijo destabiliziranja regije.
  - Črna gora postane 29. polnopravna članica zveze NATO.
- 10. junij – v kazahstanskem mestu Astana odpre vrata specializirana svetovna razstava, posvečena energetiki v prihodnosti.
- 21. junij – med ofenzivo iraške vojske nad položaje Islamske države v Mosulu njeni vojaki razstrelijo veliko al Nurijevo mošejo, kjer je bila pred tremi leti razglašena Islamska država.
- 25. junij – Svetovna zdravstvena organizacija oceni, da je v Jemnu prisotnih več kot 200.000 primerov kolere.
- 29. junij – haaško Stalno arbitražno sodišče objavi razsodbo v arbitražnem postopku glede meje med Slovenijo in Hrvaško, po kateri med drugim Sloveniji pripada večina Piranskega zaliva in stik z mednarodnimi vodami; Hrvaška arbitraže ne priznava.

### Julij–december
- 7. julij – 122 od 193 držav članic Organizacije združenih narodov glasuje za uvedbo pogodbe o prepovedi jedrskega orožja.
- 17. julij – Primož Roglič kot prvi Slovenec osvoji etapno zmago na najprestižnejši kolesarski dirki Tour de France (gorska etapa med krajem La Mure in letoviščem Serre Chevalier).
- 5. avgust – Varnostni svet Združenih narodov potrdi nove gospodarske sankcije za Severno Korejo.
- 1. september – ruski predsednik Vladimir Putin izžene 755 ameriških diplomatov v odziv na ameriške sankcije proti Rusiji.
- 3. september – Severna Koreja izvede šesti, najmočnejši jedrski poskus.
- 11. september – Združeni narodi sporočijo, da je varnostna operacija proti muslimanskemu ljudstvu Rohinga na Mjanmarju šolski primer etničnega čiščenja.
- 15. september – sonda Cassini po 13 letih raziskovanja Saturna pade v planetovo atmosfero in konča misijo.
- 17. september – slovenska košarkarska reprezentanca z zmago na evropskem prvenstvu osvoji prvi naslov prvaka v ekipnih športih za Slovenijo.
- 24. september – na referendumu o Zakonu o izgradnji, upravljanju in gospodarjenju z drugim tirom železniške proge Divača-Koper večina udeležencev podpre uveljavitev zakona.
- 1. oktober – v Kataloniji poteka referendum o neodvisnosti od Španije, ki ga španska vlada poskuša preprečiti tudi s policijskim posredovanjem.
- 22. oktober – v prvem krogu volitve predsednika Republike Slovenije osvojita dovoljšen delež glasov za uvrstitev v drugi krog aktualni predsednik Borut Pahor in kamniški župan Marjan Šarec.
- 27. oktober – pokrajinska vlada Katalonije skladno z rezultati referenduma razglasi neodvisno Republiko Katalonijo, na kar španska vlada odgovori z odvzemom avtonomije tej pokrajini.
- 5. november – skupina preiskovalnih novinarjev objavi t. i. rajske dokumente, zbirko 13,4 milijona dokumentov o poslovanju posameznikov in podjetij z vsega sveta z davčnimi oazami.
- 12. november – v drugem krogu volitev predsednika Republike Slovenije 2017 je aktualni predsednik Borut Pahor izvoljen v nov petletni mandat.
- 15. november – dolgoletni voditelj Zimbabveja Robert Mugabe je odstavljen v državnem udaru z vojaško pomočjo.
- 22. november – Mednarodno sodišče za vojne zločine na območju nekdanje Jugoslavije spozna srbskega generala Ratka Mladića za krivega vojnih zločinov med obleganjem Sarajeva in srebreniškim pokolom.
- 5. december – Mednarodni olimpijski komite izda prepoved nastopanja na zimskih olimpijskih igrah 2018 za ruske športnike na podlagi rezultatov preiskave o državnem programu dopinga v Rusiji.
- 20. december – Organizacija združenih narodov razglasi 20. maj, rojstni dan slovenskega čebelarja Antona Janše, za svetovni dan čebel.

## Rojstva
- 31. avgust – princ Gabriel, prestolonaslednik Švedske

## Smrti
- 10. januar – 
  - Roman Herzog, nemški politik in pravnik (* 1934)
  - Oliver Smithies, britansko-ameriški genetik, nobelovec (* 1925)
- 13. januar – Anton Nanut, slovenski dirigent (* 1932)
- 14. januar – Džou Jouguang, kitajski jezikoslovec (* 1906)
- 16. januar – Eugene Cernan, ameriški astronavt (* 1934)
- 8. februar – Peter Mansfield, angleški fizik, nobelovec (* 1933)
- 19. februar – Igor Rostislavovič Šafarevič, ruski matematik in disident (* 1923)
- 28. februar – Vladimir Petrov, ruski hokejist (* 1947)
- 7. marec – Hans Georg Dehmelt, nemško-ameriški fizik, nobelovec (* 1922)
- 8. marec – George Andrew Olah, madžarsko-ameriški kemik, nobelovec (* 1927)
- 10. marec – John Surtees, britanski motociklistični in avtomobilistični dirkač (* 1934)
- 17. marec – Derek Walcott, pesnik in dramatik iz Svete Lucije, nobelovec (* 1930)
- 18. marec – Chuck Berry, ameriški glasbenik (* 1926)
- 29. marec – Aleksej Aleksejevič Abrikosov, ruski fizik, nobelovec (* 1928)
- 1. april – Jevgenij Jevtušenko, ruski pesnik (* 1932)
- 14. april – Iva Zupančič, slovenska igralka (* 1931)
- 17. maj – Chris Cornell, ameriški glasbenik (* 1964)
- 22. maj – Nicky Hayden, ameriški motociklistični dirkač (* 1981)
- 23. maj – Roger Moore, angleški igralec (* 1927)
- 29. maj – Manuel Noriega, panamski diktator (* 1934)
- 16. junij:
  - Helmut Kohl, nemški politik (* 1930)
  - Alojz Matjašič, slovenski režiser in igralec (* 1928)
- 18. junij – Gašper Tič, slovenski igralec (* 1973)
- 30. junij – Simone Veil, francoska odvetnica in političarka (* 1927)
- 13. julij – Liu Šjaobo, kitajski pisatelj in aktivist, nobelovec (* 1955)
- 15. julij – Marjam Mirzahani, iranska matematičarka (* 1977)
- 20. julij – Chester Bennington, ameriški glasbenik (* 1976)
- 30. julij – Anton Vratuša, slovenski politik, diplomat, publicist, borec NOB in slavist (* 1915)
- 3. avgust –
  - Ángel Nieto, španski motociklistični dirkač (* 1947)
  - Vilko Ovsenik, slovenski glasbenik (* 1928)
- 16. avgust – Engelbert Rodošek, slovenski skladatelj, dirigent, aranžer in producent (* 1943)
- 21. avgust – Bajram Redžepi, albanski politik (* 1954)
- 3. september – John Ashbery, ameriški pesnik (* 1927)
- 5. september – Nicolaas Bloembergen, nizozemsko-ameriški fizik, nobelovec (* 1920)
- 8. september – Ljubiša Samardžić, srbski igralec in režiser (* 1936)
- 9. september – Franc Flere, slovenski harmonikar (* 1945)
- 2. oktober – Tom Petty, ameriški glasbenik (* 1950)
- 18. november – Malcolm Young, avstralski glasbenik (* 1953)
- 6. december – Johnny Hallyday (Jean-Philippe Smet), francoski glasbenik (* 1943)
- 10. december – Jernej Šugman, slovenski igralec (* 1968)

## Nobelove nagrade
- fizika: Rainer Weiss, Barry Clark Barish in Kip Stephen Thorne
- fiziologija ali medicina: Jeffrey C. Hall, Michael Rosbash in Michael W. Young
- kemija: Jacques Dubochet, Joachim Frank in Richard Henderson
- književnost: Kazuo Išiguro
- mir: Mednarodna kampanja za jedrsko razoroževanje
- ekonomija: Richard Thaler